# そばかす (2022年の映画)
『そばかす』は、2022年12月16日に公開された日本映画。企画・原作・脚本はアサダアツシ、監督は玉田真也、主演は長編映画単独初主演となる三浦透子。新進女優と次世代監督がタッグを組み、「不器用に、でも一生懸命『今』を生きるヒロインたち」を描くプロジェクト「(not) HEROINE movies」の第3弾作品。
他人に対して恋愛感情を抱かない女性が恋人作りや結婚を勧める周囲、そして自分自身や将来とも向き合いながら「自分とは何か」「幸せの形とは何なのか」を自らに問いかける姿を描く。
2024年に再編集されテレビドラマ化、メ〜テレで同年6月より全4話で放送。

## キャスト
蘇畑佳純
演 - 三浦透子
チェリストになる夢を諦めた後、地元のコールセンターで働く30歳の女性。他人に恋愛感情を抱いたことがない。
世永真帆
演 - 前田敦子
佳純の中学時代の同級生。
篠原睦美
演 - 伊藤万理華
佳純の妹。産婦人科医と結婚しており、現在妊娠中。
木暮翔
演 - 伊島空
母親から強引に佳純と見合いをさせられる男性。
八代剛志
演 - 前原滉
佳純の小学校時代の同級生。
天藤光
演 - 北村匠海（友情出演）
佳純の同僚。
蘇畑宮子
演 - 田島令子
佳純の祖母。
蘇畑菜摘
演 - 坂井真紀
佳純と睦美の母。佳純には早く結婚してほしいと願っている。
蘇畑純一
演 - 三宅弘城
佳純と睦美の父。

## スタッフ
- 企画・原作・脚本：アサダアツシ
- 監督：玉田真也
- 主題歌：三浦透子「風になれ」（EMI Records / UNIVERSAL MUSIC）[6]
- 製作：狩野隆也、松岡雄浩、宇田川寧
- エグゼクティブプロデューサー：服部保彦
- プロデューサー：石川真吾、柴原祐一
- 撮影：中瀬慧
- 照明：玉川直人
- 音楽・録音・音響効果：松野泉
- 美術：福島奈央花
- 装飾：椎津千琴
- 編集：冨永圭祐
- 衣装：松本紗矢子
- ヘアメイク：くつみ綾音
- キャスティング：伊藤尚哉
- 助監督：平波亘
- ラインプロデューサー：三好保洋、北山正剛
- 宣伝プロデューサー：筒井史子
- 助成：文化庁文化芸術振興費補助金（映画創造活動支援事業）独立行政法人日本芸術文化振興会
- 配給：ラビットハウス
- 宣伝：フィノー
- 製作プロダクション：ダブ
- 製作幹事：メ〜テレ
- 製作：「そばかす」製作委員会